# Velocità orbitale
La velocità orbitale di un corpo, generalmente un pianeta, un satellite naturale, un satellite artificiale o una stella parte di un sistema multiplo, è la velocità con cui esso orbita attorno al baricentro del sistema, in genere attorno ad un corpo con massa maggiore. Il termine può riferirsi sia alla velocità orbitale media (misurata su un'intera orbita), sia alla velocità orbitale istantanea in un certo punto dell'orbita.

## Definizione
Secondo le ipotesi standard, la velocità orbitale ({\displaystyle v}) in ogni punto dell'orbita è:
{\displaystyle v={\sqrt {2\left({\mu  \over {r}}+{\varepsilon }\right)}}}
dove:
- {\displaystyle \mu } è la costante gravitazionale planetaria
- {\displaystyle r} è la distanza tra il corpo orbitante e quello centrale
- {\displaystyle \varepsilon } è l'energia orbitale specifica

Essa può essere quindi calcolata a partire dalla distanza dal corpo centrale in quel punto e dall'energia orbitale specifica, che è indipendente dalla distanza: l'energia cinetica è l'energia totale meno l'energia potenziale.
Nel caso di orbita ellittica si ha:
{\displaystyle v={\sqrt {\mu \left({2 \over {r}}-{1 \over {a}}\right)}}}
dove {\displaystyle a} è il semiasse maggiore.

Nel caso di traiettoria parabolica:
{\displaystyle v={\sqrt {\mu \left({2 \over {r}}\right)}}}
Nel caso di traiettoria iperbolica
{\displaystyle v={\sqrt {\mu \left({2 \over {r}}+{1 \over {a}}\right)}}}
La velocità non dipende esplicitamente dall'eccentricità, ma è determinata dalla lunghezza del semiasse maggiore ({\displaystyle a}).

## Traiettorie radiali
Nel caso di moto radiale:
- se l'energia è non-negativa: il moto è per intero in direzione opposta al corpo centrale, oppure per intero verso di esso. Per il caso di energia zero, vedi orbita di fuga e orbita di cattura.
- se l'energia è negativa: il moto può essere prima in direzione opposta al corpo centrale, fino a r=μ/|ε|,  e poi verso di esso. Questo è il caso limite di un'orbita che è parte di un'ellisse con eccentricità tendente a 1, e l'altro estremo dell'ellisse posto verso il centro del corpo centrale.

## Sulla velocità orbitale trasversale
La velocità orbitale trasversale è inversamente proporzionale alla distanza del corpo centrale a causa della legge della conservazione del momento angolare, o in maniera equivalente secondo la seconda legge di Keplero. Questa dichiara che mentre il corpo si muove attorno alla sua orbita durante uno stabilito intervallo di tempo, la linea che congiunge il baricentro e il corpo che ruota spazza un'area piana costante, indipendentemente da quale parte dell'orbita il corpo percorre in quel periodo di tempo.
Questo significa che il corpo si muove più velocemente vicino al suo periasse che quando è vicino all'apoasse, poiché a causa della minore distanza ha bisogno di un maggiore arco di orbita per coprire la stessa area. Questa legge viene comunemente riassunta in "aree uguali in tempi uguali".

## Velocità orbitale media
La velocità orbitale media può essere ricavata o dall'osservazione del periodo orbitale e il semiasse maggiore della sua orbita, o dal conoscere le masse dei due corpi e il semiasse maggiore.
{\displaystyle v_{o}={2\pi r \over T}}
{\displaystyle v_{o}={\sqrt {mG \over r}}}
ove {\displaystyle v_{o}} è la velocità orbitale, r è la lunghezza del semiasse maggiore, T è il periodo orbitale, m è la massa dell'altro corpo, e G la costante gravitazionale.
Se non si ha a disposizione la massa del corpo, ma si ha l'accelerazione di gravità g sulla superficie, è possibile ricordare che {\displaystyle mG=gr^{2}}e quindi:
{\displaystyle v_{o}={\sqrt {gr}}}
Si noti che questa approssimazione è valida solo quando il corpo orbitante ha una massa considerabilmente minore del corpo centrale.
Più precisamente:
{\displaystyle v_{o}={\sqrt {G(m_{1}+m_{2}) \over r}}}
ove {\displaystyle m_{1}} è ora la massa del corpo in considerazione, {\displaystyle m_{2}} è la massa dell'altro corpo, e r è specificamente la distanza fra i due corpi (definita come la somma delle distanze di entrambi dal baricentri). Questa è però ancora una versione semplificata; non permette lo studio di orbite ellittiche, ma per lo meno si possono esaminare corpi di masse simili.
Per un oggetto in orbita eccentrica attorno a un corpo di massa molto maggiore, la lunghezza dell'orbita decresce con l'eccentricità orbitale e, e ha forma ellittica. Si può così ottenere una stima più accurata della velocità orbitale media:
{\displaystyle v_{o}={\frac {2\pi a}{T}}\left[1-{\frac {1}{4}}e^{2}-{\frac {3}{64}}e^{4}-{\frac {5}{256}}e^{6}-{\frac {175}{16384}}e^{8}-\cdots \right]}
La velocità orbitale media diminuisce con l'eccentricità.

## Pianeti
Un oggetto più vicino al Sole deve muoversi con una velocità maggiore per mantenere in equilibrio la sua orbita. In base alla seconda legge di Keplero, gli oggetti si muovono più velocemente al perielio (il punto più vicino al Sole) e più lentamente all'afelio (il punto più lontano). Ma poiché i pianeti del Sistema solare si muovono su orbite quasi circolari, le loro velocità orbitali individuali non variano molto. La velocità orbitale di Mercurio, che è il più vicino al Sole e quello con l'orbita più eccentrica, varia tra 59 km/s al perielio a 39 km/s all'afelio.
| Pianeta  | Velocità orbitale |
| -------- | ----------------- |
| Mercurio | 47.9 km/s         |
| Venere   | 35.0 km/s         |
| Terra    | 29.8 km/s         |
| Marte    | 24.1 km/s         |
| Giove    | 13.1 km/s         |
| Saturno  | 9.7 km/s          |
| Urano    | 6.8 km/s          |
| Nettuno  | 5.4 km/s          |